# 卡雷卡雷
卡雷卡雷（英語：Kare-kare）是菲律宾的一种炖菜，用牛尾和花生酱制成，同时也加入多种其他蔬菜。关于卡雷卡雷的起源有多种不同说法。